# 18561 Fengningding
18561 Fengningding este un asteroid din centura principală de asteroizi.

## Descriere
18561 Fengningding este un asteroid din centura principală de asteroizi. A fost descoperit pe 4 martie 1997 la Socorro, New Mexico, în cadrul proiectului LINEAR. Asteroidul prezintă o orbită caracterizată de o semiaxă mare de 2,90 ua, o excentricitate de 0,09 și o înclinație de 3,1° în raport cu ecliptica.